# Irereo
Irereo Fáthach („Irereo, der Weise“, bei Keating Iarainnghleo Fáthach), Sohn des Meilge Molbthach, war nach mittelalterlichen irischen Legenden ein Hochkönig Irlands. Er ergriff die Macht, nachdem er seinen Vorgänger Óengus Ollom getötet hatte, und herrschte sieben oder zehn Jahren, bis er in Ulster  von Fer Corb, Sohn des Mug Corb, getötet wurde. Laut der Lebor Gabála Érenn fiel seine Herrschaft in die gleiche Zeit wie die des Ptolemaios III. (246–222 v. Chr.) Geoffrey Keatings Chronik Foras feasa ar Éirinn datiert seine Herrschaft auf den Zeitraum von 337–330 v. Chr. Die Annalen der vier Meister geben eine Herrschaftszeit von 481–474 v. Chr. an.